# Marta Pessarrodona i Artigues
Marta Pessarrodona i Artigues (Terrassa, Vallès Occidental, 18 de novembre de 1941) és una poetessa, narradora i crítica literària catalana. També ha conreat l'assaig i el gènere biogràfic. És autora de llibres com Primers dies de 1968 (1968), Setembre 30 (prologat per Gabriel Ferrater, 1969), Vida privada (1972), Memòria (1979), A favor meu, nostre (1981), Tria de poemes (1994) i L'amor a Barcelona (1998). L'any 1997 va rebre la Creu de Sant Jordi de la Generalitat de Catalunya. El 2019 va ser guardonada amb el Premi d'Honor de les Lletres Catalanes.

## Biografia
Ha estat lectora d'espanyol a la Universitat de Nottingham el 1986 i ha coordinat la Comissió Internacional per a la Difusió de la Cultura Catalana, dependent del Departament de Cultura de la Generalitat de Catalunya. També ha viscut a Berlín. Té diversos treballs sobre Virginia Woolf i el grup de Bloomsbury, i ha traduït, Susan Sontag, Doris Lessing, Erica Jong, W.H. Hudson, Simone de Beauvoir i Marguerite Duras. La seva poesia, de vegades càustica i una mica lapidària, és realista, sense artifici retòric aparent, sovint sentenciosa i irònica, i sol néixer de la meditació o del record, però amb compromís feminista. Habitualment escriu articles a Avui i El Temps. El 1997 va rebre la Creu de Sant Jordi. L'any 2007 va publicar-se una antologia de la seva obra poètica.
Per les seves obres publicades el 2010, el poemari Animals i plantes i els assajos França: gener 1939. La cultura catalana exiliada i L'exili violeta, fou guardonada amb el Premi Nacional de Literatura.
Actualment a Mira-Sol (Sant Cugat del Vallès) hi ha una biblioteca dedicada a ella amb el seu nom.
El 2019 va guanyar el Premi d'Honor de les Lletres Catalanes en reconeixement de la seva trajectòria.
El 2020 va rebre el Premi Rosalía de Castro, Centro PEN Galicia. La seva trajectòria poètica va ser reconeguda el 2022 amb el Premi Especial de Poesia de la Fundació Jesús Serra. El 2023 va ser guardonada amb la Medalla d'Or de la Generalitat de Catalunya, juntament amb l'editor i activista cultural Eliseu Climent i la cantautora Maria del Mar Bonet, premi anunciat el 19 de juliol i lliurat el 7 de setembre.

## Obres
- Primers dies de 1968 (1968)
- Setembre 30 (prologat per Gabriel Ferrater, 1969)
- Vida privada (1972)
- Memòria (1979)
- A favor meu, nostre (1981)
- Berlin suite (1985)
- Homenatge a Walter Benjamin (1988)
- Les senyores-senyores ens els triem calbs (1988)
- Nessa: narracions (1988)
- Tria de poemes (1994)
- L'amor a Barcelona (1998)
- Fauna (1994)
- Barcelona, una nova ciutat europea (1995)
- Montserrat Roig: un retrat
- Maria Aurèlia Capmany: un retrat
- Frederica Montseny: un retrat
- El segle de les dones (2002)
- Virginia Woolf in the Midlands (Londres. Anglo-Catalan Society, 2004)
- Caterina Albert: un retrat, amb fotografies de Pilar Aymerich (Institut Català de la Dona, 2005)
- Mercè Rodoreda i el seu temps (2005)
- Donasses. Protagonistes de la Catalunya moderna (2006; 2a. ed., 2023).
- Poemes 1969-2007: Antologia (Editorial Meteora, 2007)
- Animals i plantes (Editorial Meteora, 2010)
- França 1939. La cultura catalana exiliada (Ara Llibres Arxivat 2019-04-13 a Wayback Machine., 2010).
- L'exili violeta (Editorial Meteora, 2010)
- (Quasi) tots els contes (Ara Llibres Arxivat 2019-04-13 a Wayback Machine., 2011)
- Virginia Woolf i el Grup de Bloomsbury (Ara Llibres Arxivat 2019-04-13 a Wayback Machine., 2013)
- Jacint Verdaguer. Una biografia (Quaderns Crema, 2016). Amb Narcís Garolera
- Variacions profanes (Viena Edicions, 2019)
- A favor nostre'. Antologia de poemes i pròleg a cura d'Àngels Gregori (Godall Edicions, 2019)
- Tot m'admira (Viena Edicions, 2021)
- Sobre Marta Pessarrodona (Comanegra, 2021)
- L'esfera porpra, d'Eduard Casas (Trípode, 2024). Pròleg